# Andrzej Herman
Andrzej Herman (zm. 18 września 2016) – polski ekonomista, prof. dr hab.

## Życiorys
Studiował na Wydziale Ekonomiki Produkcji Szkoły Głównej Planowania i Statystyki, w 1980 obronił rozprawę doktorską, w 1988 otrzymał stopień doktora habilitowanego. 14 sierpnia 2014 uzyskał tytuł profesora nauk ekonomicznych. Był zatrudniony na stanowisku profesora w kierowanej przez siebie Katedrze Small Businessu w Kolegium Nauk o Przedsiębiorstwie Szkoły Głównej Handlowej (SGH).
Był dyrektorem w Instytucie Zarządzania Wartością, dziekanem Kolegium Nauk o Przedsiębiorstwie SGH. Pełnił funkcję zastępcy przewodniczącego Polskiego Towarzystwa Współpracy z Klubem Rzymskim, był też członkiem Komitetu Prognoz „Polska 2000 Plus”.

## Odznaczenia
- Medal Komisji Edukacji Narodowej[1]
- Srebrny Krzyż Zasługi[1]
- Brązowy Krzyż Zasługi[1]
- Platynowy Medal Rzemiosła Polskiego[1]
- Medal Mikołaja Kopernika[1]
- Odznaka honorowa Związku Rzemiosła Polskiego „Szabla Kilińskiego”[1]
- Krzyż Oficerski Orderu Odrodzenia Polski[1]
- Krzyż Kawalerski Orderu Odrodzenia Polski[1]